# Moulins-sur-Ouanne
Moulins-sur-Ouanne ist eine französische Gemeinde mit 279 Einwohnern (Stand: 1. Januar 2022) im Département Yonne in der Region Bourgogne-Franche-Comté (bis 2015: Burgund). Die Gemeinde gehört zum Arrondissement Auxerre und zum Kanton Cœur de Puisaye (bis 2015: Kanton Toucy). Die Einwohner werden Lalandais genannt.

## Geografie
Moulins-sur-Ouanne liegt in der Landschaft Puisaye, etwa 20 Kilometer südwestlich von Auxerre. Umgeben wird Moulins-sur-Ouanne von den Nachbargemeinden Diges im Norden und Osten, Leugny im Osten und Südosten, Lalande im Süden und Südwesten, Fontaines im Westen und Südwesten sowie Toucy im Westen und Nordwesten.

## Bevölkerungsentwicklung
| Jahr                      | 1962 | 1968 | 1975 | 1982 | 1990 | 1999 | 200 | 2013 |
| Einwohner                 | 196  | 196  | 192  | 187  | 200  | 220  | 218 | 310  |
| Quelle: Cassini und INSEE |      |      |      |      |      |      |     |      |

## Sehenswürdigkeiten

Kirche Saint-Denis

- Kirche Saint-Denis